# جهاز الاستخبارات الوطني (اليونان)
جهاز الاستخبارات الوطني (باليونانية: Εθνική Υπηρεσία Πληροφοριών, نقحرة: Ethnikí Ypiresía Pliroforión)‏ ويعرف اختصارًا بـ EYP هو وكالة الاستخبارات الوطنية في اليونان، أسِّس في الأصل على غرار وكالة الاستخبارات المركزية الأمريكية في عام 1953، وعُرف باسم جهاز المخابرات المركزية (باليونانية: Κεντρικὴ Ὑπηρεσία Ποφοριῶν، نقحرة: Kentrikí Ypiresía Pliroforión وإختصارًا KYP)‏، وكان متخصّصًا في جمع المعلومات الاستخباراتية وأنشطة الاستخبارات المضادة وتأمين اتصالات الدولة الحسّاسة.
بصفته وكالة الاستخبارات الرئيسية في اليونان، يعتبر EYP مسؤولًا عن مجموعة من المسائل الداخلية والخارجية التي تتراوح من الأنشطة الإجرامية وانتهاكات الحقوق المدنية إلى الإرهاب والتجسّس. على الرغم من أن عملاءه يمكن لهم التسلّح لتوفير الحماية لأنفسهم، إلا أن الوكالة لا تتمتّع بصلاحيات الملاحقة القضائية والاحتجاز. في أوقات الحرب يمكن أن تؤدي الوكالة دور المخابرات العسكرية.
يقع مقره في أثينا، EYP هي وكالة مدنية مستقلة ذات مسؤولية مباشرة أمام رئيس وزراء اليونان، الغالبية العظمى من موظفيها البالغ عددهم 1800 موظف هم موظفون مدنيون، على الرغم من أن الوكالة توظّف أيضًا متعاقدين علميين وفنيين، وضباط من كل فرع من فروع القوات المسلّحة اليونانية، وأعضاء من الشرطة اليونانية وجهاز الإطفاء اليوناني.

## مهمتها
تتمثّل مهمة EYP في تعزيز المصالح الإستراتيجية لليونان من خلال حماية الأصول السياسية والمالية والعسكرية، ومنع ومكافحة التهديدات الجنائية والعسكرية وجمع ومعالجة ونشر المعلومات إلى السلطات المختصة. يمنح هذا التفويض الواسع المنظمة العديد من المسؤوليات، بما في ذلك تقديم المشورة لواضعي السياسات، والتعاون مع مديرية الاستخبارات العسكرية (DDSP) والتنسيق مع الشركاء الأجانب.

## هيئة الموظفين
مدير جهاز المخابرات الوطني الحالي هو ثيميستوكليس ديميريس، نوّاب المدير هم السفير إيوانيس رابتاكيس والجنرال المتقاعد جورجيوس كيليس.
الوكالة مسؤولة مباشرة أمام رئيس وزراء اليونان، الذي يمكنه تعيين أو فصل المدير ونوابه.
يوظّف EYP الفئات التالية من الموظفين:
- الموظفون المدنيون الدائمون.
- الموظفون المدنيون العلميون الذين يعملون على أساس عقود العمل الخاصة.
- عدد من الضباط في الخدمة الفعلية في القوات المسلحة أو خفر السواحل أو الشرطة اليونانية. ويعمل عدد غير محدّد من العملاء الميدانيين القوميين.

## لمحة تاريخية
أنشِئت أول وكالة استخبارات يونانية حديثة في فبراير 1908، وشغلت إدراة الإعلام في وزارة الخارجية هذا الدور حينها. وقد ترأسها باناجيوتيس دانغليس، الضابط العسكري وعضو اللجنة المقدونية اليونانية، وهي إحدى المنظمات السريّة التي شاركت في الصراع المقدوني. كان هدف إدارة الإعلام هو الترويج للدعاية اليونانية وكذلك جمع المعلومات الاقتصادية والعسكرية من خلال شبكة من القنصليات اليونانية في مقدونيا التي كانت خاضعة للسيطرة العثمانية. لم تستوعب الإدارة أو تتعاون مع المنظمات اليونانية السرية الخاصة التي استمرت في العمل على نحو مستقل. إن أحداثًا كانقلاب غودي وثورة الشباب التركي أدّت إلى انخفاض حاد في النشاط اليوناني في مقدونيا وحلّ الوكالة نهائيًا في نوفمبر 1909. عند اندلاع الحرب العالمية الأولى، التزمت اليونان بالحياد. فرّق الانقسام الوطني البلاد إلى ملكيين وفنزيليين. ركّز أفراد من الجيش والسلك الدبلوماسي اهتمامهم على جمع المعلومات عن أعدائهم السياسيين. في يونيو 1917، خُلِعَ ملك اليونان قسطنطين الأول ودخلت البلاد الحرب إلى جانب الوفاق. اكتسب الضباط اليونانيون خبرة قيّمة في تقنيات الاستطلاع والاستجواب الجوي من حلفائهم الفرنسيين والبريطانيين خلال فترة خدمتهم على الجبهة المقدونية.
في عام 1923، احتلت إيطاليا جزيرة كورفو اليونانية بعد اتهام الأخيرة باغتيال الجنرال الإيطالي إنريكو تيليني. دفعت حادثة كورفو اليونان إلى إنشاء مركز معلومات كورفو تحت قيادة جورجيوس فيسوبولوس. كُلّف المركز بالتصدي للدعاية الإيطالية، وتعطيل التجارة مع إيطاليا، والحدّ من التبشير الكاثوليكي واستخدام اللغة الإيطالية. بصرف النظر عن ذلك، راقب المركز أيضًا أنشطة اللاجئين والسلاميين الأرمن المقيمين في الجزيرة، خشية أن يكونوا عملاء شيوعيين. في 25 سبتمبر 1925، أسّس ثيودوروس بانجالوس جهاز الأمن الوطني الخاص (YAK) تحت رعاية الدرك اليوناني. وبعد إيكال مهمّة مكافحة الحزب الشيوعي المثير للفتن في اليونان إليها، شلَّ الجهاز صراع داخلي على السلطة. في 27 ديسمبر، استحوذ فيسوبولوس على YAK في 29 يناير 1926، أعيدت تسمية YAK إلى جهاز الأمن العام الوطني (YGAK)، الذي أصبح الآن تحت قيادة وزارة الداخلية. واصل YGAK جمع المعلومات الاستخباراتية عن الشيوعيين والمهاجرين غير الشرعيين. في أغسطس 1926، أطاح انقلاب جورجيوس كونديليس ببنغالوس. حلّ كونديليس YGAK بسبب ارتباطها الوثيق بـبنغالوس، تاركًا اليونان بدون وكالة استخبارات على مدار السنوات العشر القادمة. 
تأسّست الوكالة في شكلها الحالي في 7 مايو 1953 (القانون رقم 2421/1953) تحت اسم جهاز المخابرات المركزية (Κεντρικὴ Ὑπηρεσία Πληροφοριῶν، ΚΥΠ). في 27 أغسطس 1986، أعيدت تسميته وتأسيسه ليكون جهاز المخابرات الوطني (Εθνική Υπηρεσία Πληροφοριών ،ΕΥΠ) بموجب مرسوم وزاري.
أنشأ الوكالة عملاء نافذون تابعون لوكالة المخابرات المركزية الأمريكية اليونانية، وأشهرهم توماس كاراميسينيس، الذي صعد لاحقًا لمنصب نائب مدير الخطط في وكالة المخابرات المركزية. وكان ألكساندروس ناتسيناس أول مديٍر لها وأكثرهم نفوذًا والأطول خدمة، وهو ملازم أول في المدفعية ومحارب قديم في الحرب العالمية الثانية والحرب الأهلية اليونانية. ترأس الوكالة منذ تأسيسها في مايو 1953 حتى ديسمبر 1963.
في نهاية الحرب العالمية الثانية، أصبحت ألبانيا تحت سيطرة قائد الحزب الشيوعي أنور خوجة (Enver Hoxha) الذي يدين جزئيًا بوصوله للسلطة إلى جهاز الاستخبارات البريطاني (MI6) الذي دعمه بقوّة خلال الحرب. دفع اندلاع الحرب الباردة بريطانيا على عكس موقفها من ألبانيا لتبدء عملية التخريب الألبانية. سعت بريطانيا للحصول على مساعدة من اليونان التي كانت في ذلك الوقت معادية لألبانيا بسبب مطالبها الإقليمية في شمال إبيروس ودعم ألبانيا للجيش الديمقراطي في اليونان. خلق الاعتماد البريطاني على ميليشيا الألباني القومي بالي كومبيتار إحجامًا في مجتمع الاستخبارات اليوناني عن التعاون مع أعدائهم السابقين. ومع ذلك، كانت مانيتا فيلا في ضاحية كيفيسيا الأثينية تستخدم كميدان تدريب للمقاتلين الألبان المناهضين للشيوعية. وأنشِئ مركز اتصالات جهاز الاستخبارات البريطاني (MI6) في بيبيلي فيلا في شمال شرق كورفو ومحطة إذاعية تبثّ الدعاية باللغة الألبانية وتعمل من جزر ألكيونيديز. وكان هذا الأخير يقع تحت سيطرة وكالة الاستخبارات المركزية في عام 1950 واستمر في العمل لمدة أربع سنوات أخرى. زوّدت KYPE البريطانيين بالمعلومات التي حصلت عليها من الجالية اليونانية في ألبانيا وكذلك اللاجئين السياسيين الذين كانوا يعيشون في معسكر لافريو. في نهاية المطاف كشف عميل KGB المزدوج كيم فيلبي عن التخريب الألباني، وقد أجرت السلطات الألبانية العديد من الاعتقالات وأحبطت بذلك المؤامرة.
بين عامي 1952 و1961 نظّمت KYPE ولاحقتها KYP حملة دعاية ثقافية ضد الحزب الشيوعي اليوناني (KKE) واليسار الديمقراطي المتحد (EDA). صدرت تقارير عن التروتسكية الدولية الرابعة وكذلك التيتوية، وكان يتعيّن تعزيز هذين التيارين من الشيوعية من أجل نشر الخلاف بين اليساريين في البلاد. في 17 نوفمبر 1953، اقترح KYP إجراء عمليات تدقيق ضريبية على ناشري الكتب الشيوعية وأصحاب دور السينما، وفرض رقابة على الأفلام السوفيتية والترويج للأفلام السوفيتية ذات الجودة المنخفضة خصوصًا. في عام 1959، أطلق KYP معارض المنتجات السوفيتية في فولوس وسالونيك وبيرايوس. كانت معظم المنتجات رخيصة وتشوبها العيوب، وعُمِدَ على اختيارها بعناية لتشويه صورة الاتحاد السوفيتي. في عام 1961، طُبعت كتيبات دعائية مثل «دعاية السلاف والسؤال المقدوني لكره اليونانيين» و«الحزب الشيوعي اليوناني (KKE) وشمال إبيروس» وأُرسلت إلى الصحف الإقليمية في شمال البلاد.
في البداية، اتخذت الوكالة دورًا معاديًا للشيوعية، فقد كانت البلاد تحت وطأة الحرب الأهلية وكانت جميع البلدان على الحدود الشمالية قابعة تحت أنظمة شيوعية. كان KYP يقع تحت سيطرة وكالة المخابرات المركزية (CIA). في السنوات الإحدى عشرة الأولى من تاريخه (1953-1964)، تلقى عملاؤه رواتبهم من الأميركيين، وليس من الحكومة اليونانية، حتى أوقف رئيس الوزراء جورجيوس باباندريو هذه الممارسة بعد أن أثار هذا المستوى من التبعية حنقه. خلال المجلس العسكري اليوناني (1967-1974)، واصل KYP نشاطه المعادي للشيوعية.